# Роте грютце
Ро́те грю́тце (красный кисель, нем. rote Grütze — букв. «красная каша») — сладкое блюдо немецкой кухни, похожее на загущённый сладкий суп или кисель. Название сладкого блюда обусловлено его типично красным цветом и соответствующей консистенцией, которые обеспечивают соответственно ягоды и крахмалосодержащие ингредиенты. Если для блюда используются фрукты другого цвета, название блюда тоже меняется на «жёлтую кашу» или «зелёную кашу». Роте грютце подают обычно с молоком, жидкими или взбитыми сливками, ванильным соусом и мороженым. Роте грютце считается типичным блюдом на Севере Германии. Аналогичное сладкое блюдо имеется также в датской и шведской кухнях. Датское кисельное блюдо из клубники (и иногда ревеня или чёрной смородины или других летних фруктов) со сливками (дат. rødgrød med fløde) имеет статус национального.
Согласным старинным источникам «красную кашу» готовили из сока красной ягоды (смородины или малины) в смеси с водой или красным вином и манкой. В классическом рецепте ягоды смородины или малины заваривают в воде и протирают через сито. В полученную массу добавляют сахар, лимон, ваниль, вино или более крепкий алкоголь. Для загущения используют пшеничный, кукурузный, картофельный, рисовый или саговый крахмал, а также манную крупу или гречневую муку. Часть ягод иногда добавляют в конце в готовое блюдо свежими, обычно это земляника, вишня или черешня или смесь лесных ягод или ревень.